# 金城芳子
金城 芳子（きんじょう よしこ、1902年〈明治25年〉3月28日 - 1991年〈平成3年〉12月3日）は、日本の福祉活動家、社会事業家。夫は沖縄研究者の金城朝永。長年にわたって福祉の道に挺身し、現役を引退後も東京の自宅で「ふるさとの家」を主宰し、沖縄から上京してくる若者たちの支援に努めた。

## 経歴

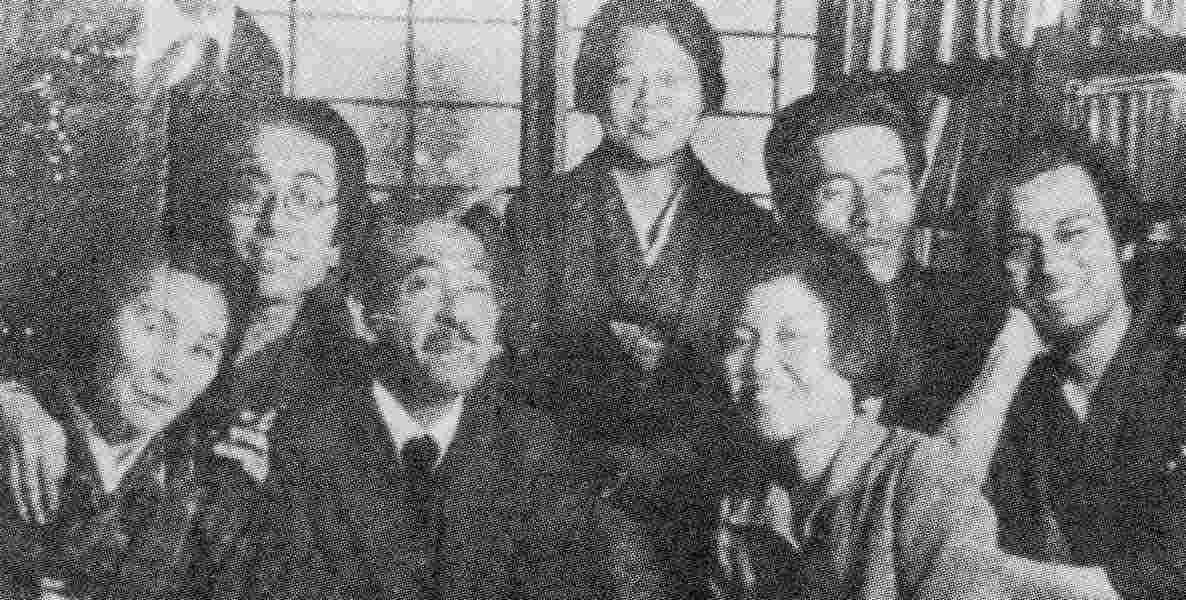
1927年（昭和2年）。左端より金城芳子、金城朝永、伊波普猷。

沖縄県那覇区辻町で誕生した。旧姓は知念。早くに父が死去したため、母より家の跡取りとして、男に劣らない学問をさせるべく育て上げられた。尋常小学校時代により、伊波普猷らによる「那覇子供会」に参加しており、沖縄県立第一高等女学校へ進学後も沖縄組合教会に出入りした。第一高女を卒業後も、伊波の講演会に同行するなどして、強い影響を受けた。
1922年（大正11年）に上京。関東大震災で被災したために一時は帰郷するも、1924年（大正13年）に再上京して、金城朝永と結婚した。失業救済事業で東京の託児所に勤めたことがきっかけで、1928年（昭和13年）に東京市養育院の保母長となり、里親・里子問題に取り組んだ。その後も1928年（昭和3年）に東京都中央児童相談所技師、1948年（昭和23年）に東京都の児童相談所勤務と、30年近くにわたって福祉の道を歩み続けた。特に1948年からの児童相談所時代は、児童福祉法施行により相談所が開設されてからのもので、里親制度のもとに千組もの里親を手がけ、「里親制度の草分け」として、日本全国の関係者から高い評価を受けた。
1980年（昭和55年）に退職後、沖縄県からの委嘱を受け、東京の自宅を開放して、「沖縄ふるさとの家」を主宰し、学業や就職で上京してくる沖縄の若者たちの育成に努めた。
福祉事業の傍らで、1947年（昭和26年）に発足した沖縄文化協会を、陰ながら支えた。沖縄文化を研究していた夫の朝永と1955年（昭和30年）に死別した後も、沖縄関係者の会合には必ず参加し、「朝永の夫です」と挨拶して、朝永を忘れさせないことを心がけていた。
晩年は頻繁に帰郷し、ひめゆり同窓会の平和記念資料館作りの支援、講演など、自由に生活していた。作家の新垣美登子、医師の千原繁子、作家の新島正子といった同郷の女性たちと交流も楽しみ、特に新垣美登子とは親交があった。
1991年（平成3年）12月、東京都新宿区の病院で、心不全により89歳で死去した。没後、沖縄女性の地位の向上を願っていた遺志に基づいて、遺産が沖縄協会に寄付され、それをもとに「金城芳子基金」が創設され、沖縄女性の地位向上のための研究、調査、活動に対しての助成が行われ続けている。

## 著作
- 『なはをんな一代記』沖縄タイムス社〈タイムス選書〉、1978年1月。 NCID BN05868069。
- 『相思樹の花影 おきなわ女の群像』沖縄文化協会、1985年1月。 NCID BN06409817。
- 三木健編 編『沖繩を語る 金城芳子対談集』ニライ社、1988年9月15日。 NCID BN02797893。
- 『おもひがなし 金城芳子歌日記』ニライ社、1990年8月。 NCID BN06079235。
- 『惜春譜』ニライ社、1991年10月。 NCID BN07005493。